# Esselunga
Esselunga S.p.A.是意大利的一家连锁超市。该公司于1957年由纳尔逊·洛克菲勒、伯纳多、圭多和克劳狄奥·卡普罗蒂、马可·布鲁内利、克雷斯皮家族和其他意大利合作伙伴创立。该公司现在完全由卡普罗蒂家族通过Supermarkets Italiani S.p.A.拥有。该商店的名称字面意思是“长S”。它是意大利第一个引入网上购物和自制有机产品的超市连锁店。
Esselunga拥有2万名员工，该公司在2012年实现了68亿欧元的营业额。它控制着约9%的意大利杂货分销市场，被评为欧洲零售业中利润最高的公司之一，也是意大利第23大公司。直到1999年，Esselunga拥有Penny Market(REWE集团公司)意大利分公司50%的股份。埃瑟伦加商店主要位于意大利北部。
直到伯纳多·卡普罗蒂于2016年逝世之前，Esselunga完全由他拥有，没有在股票市场上市。在他的遗嘱中，卡普罗蒂将Esselunga的66.7%留给了他的第二任妻子朱莉安娜·阿尔贝拉和他们的女儿玛丽娜·西尔维亚，每个16.7%留给了他的前妻所生的儿子朱塞佩·卡普罗蒂和女儿维奥莱塔。